# Menudo (comida)
El menudo, conocido también como pancita, callos o mondongo, es un platillo típico de la gastronomía mexicana que se prepara tanto en México como también en otros países de Hispanoámerica, los Estados Unidos, las Filipinas y España, y se le identifica con diferentes nombres (tales como callos, guatitas o mondongo) según el país, y en donde puede haber adiciones de diferentes ingredientes conservándose los estómagos de vacuno como ingrediente principal.
En muchas partes del mundo, se piensa tradicionalmente que el menudo es usado como remedio para las resacas, aunque en México también se consume tradicionalmente como platillo que se sirve en ocasiones especiales o con la familia, sobre todo en las mañanas como desayuno. Suele acompañarse con una salsa roja picante, orégano y tortillas recién hechas o pan blanco dependiendo de la región, además de un refresco, jugo de naranja o una cerveza muy fría.

## Historia
El origen exacto del menudo aún es un tema discutido. Sin embargo, las primeras menciones vienen de antes de la conquista, en España, un recetario castellano de los callos, como pedazos de estómago ya lo menciona a finales del siglo XVI, en el Libro del Arte de Cozina,  Diego Granado. Antes, en 1423, en el El Arte Cisoria, Enrique de Villena, alude a ellos despectivamente cuando dice: 

Algunos comen la lengua e figado e tripas e liuianos, e non son, en sabor ni sanidad, tales que se deuan dar entre gente de bien e delicada.

Por lo tanto, se presume que el consumo de menudencias siempre ha existido entre las clases sociales populares.

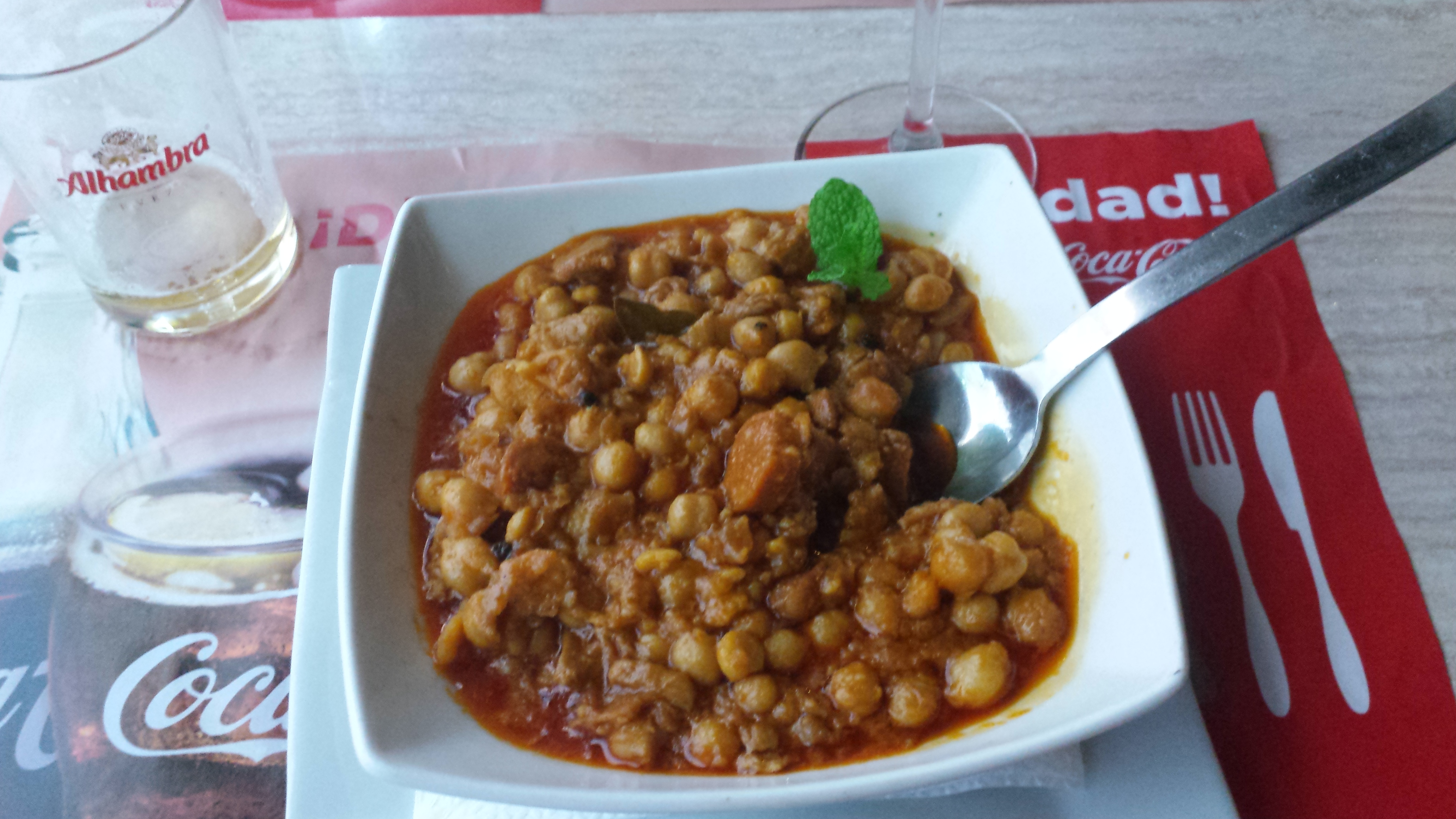
Menudo en Cádiz, España.

La versión que defiende el origen norteño argumenta que los cortes selectos de carne del ganado en los pueblos eran mandados a los campos de batalla para alimentar a los soldados hambrientos, mientras que las sobras eran dejadas para los campesinos. Estas sobras consistían en los órganos internos, colas, lengua, etc. Esto ubicaría su origen muy probablemente en el siglo XIX y principios del siglo XX.
Por su parte, la versión central no dice que el origen del platillo se ubicaría principalmente en las regiones de Michoacán, Jalisco y Guanajuato (dominado antiguamente por los purépechas) donde existe incluso una simpática leyenda virreinal acerca del origen de este platillo. Cuenta que el carnicero de la ciudad, un tipo de origen español se negaba a vender carne a los indios, únicamente ponía a su disposición las sobras entre las que se encontraban las menudencias y las patas, siempre que un indígena quería comprar carne la ponía a precio exageradamente alto o simplemente les negaba la mercancía argumentando que la carne no era comida para indios, sino para blancos. Con el paso del tiempo, los indios dejaron de pedir carne y compraron cada vez más la panza y patas, hasta que un día la sirvienta de una casa de blancos le pidió lo que antes únicamente compraban los indios, panza y patas, el vendedor, extrañado le preguntó para qué las quería y le respondieron: Para preparar menudo., y desde ese entonces, el platillo se hizo cada vez más popular hasta que el carnicero se vio obligado a subir el precio de la panza y patas, y se convirtió desde entonces en un platillo para ocasiones especiales. Aun así, la popularidad de la receta pronto se extendió por todo el país.
La receta de este menudo es muy sencillo: solo se prepara con ajo, cebolla, chile, orégano y hojas de aguacate (muy abundantes en esta región).
Con el paso del tiempo, la receta original fue adquiriendo modificaciones según las regiones que realzaron su sabor, particularmente agregando especias, y en otros casos maíz pozolero. El menudo rojo es uno de los platillos típicos de la ciudad de Guadalajara, Jalisco así como también en los estados del norte de México como Chihuahua y Durango el cual se acompaña con tortillas o pan, mientras que el menudo blanco es típico de los estados de Sonora y Sinaloa, el cual se acompaña con chiltepín. El menudo blanco suele ser consumido por mujeres y el rojo por hombres.
Se sirve como una sopa y es acompañado con pan y tortillas de maíz o tostadas. A la hora de servir se suele agregar limón, cebolla cruda, cilantro, yerbabuena u orégano al gusto.

## Mondongo Kabic
La gastronomía yucateca tiene su propia versión de este platillo, denominada "mondongo kabic", que cuenta con una marcada influencia maya. A esta versión se le agregan achiote y naranja agria, lo que le da un sabor notablemente particular y diferente al mondongo del resto de México.